# Càvea

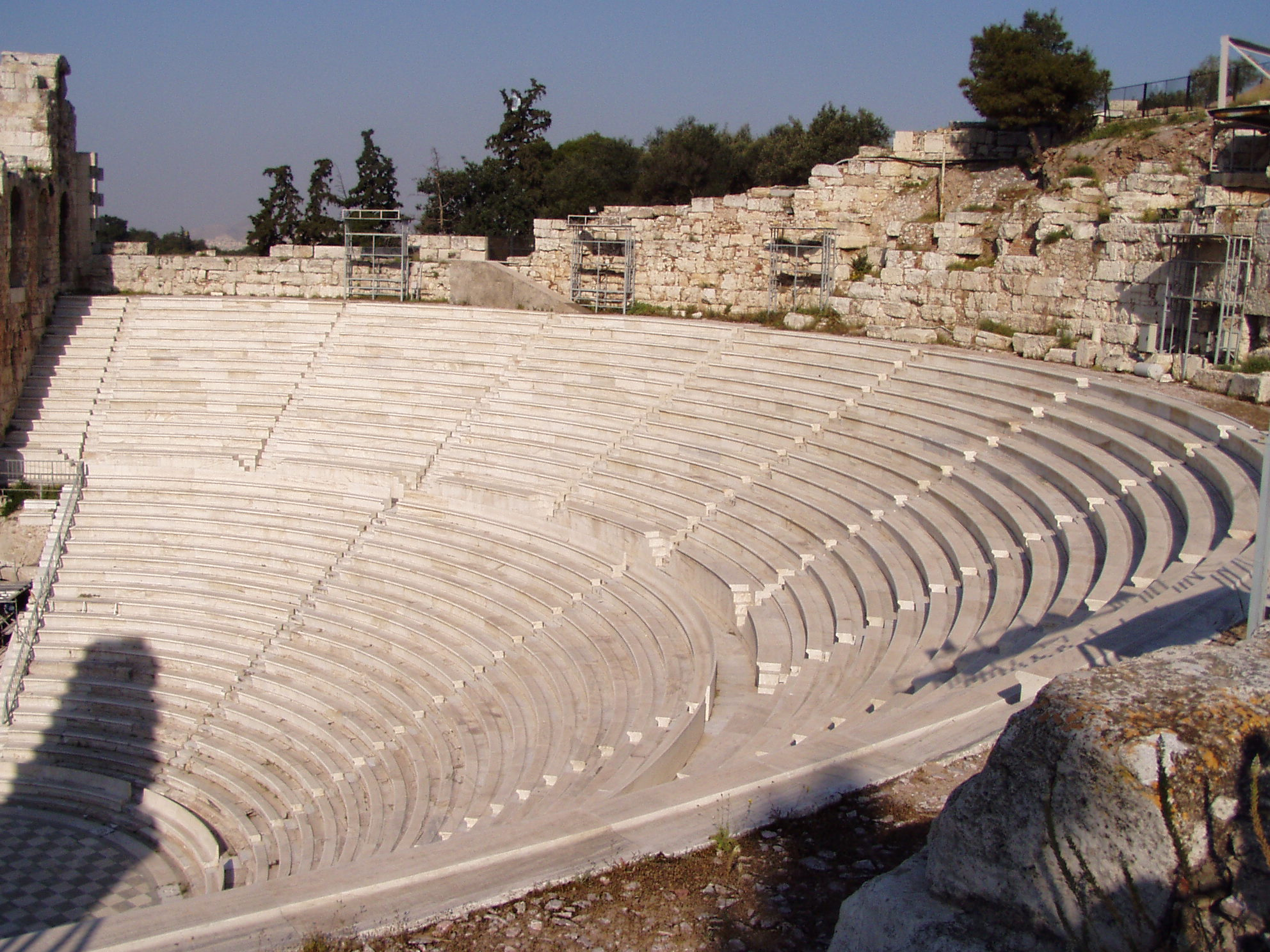
La cavea de l'odèon d'Herodes Atticus, a Atenes, restaurat en els anys 50.

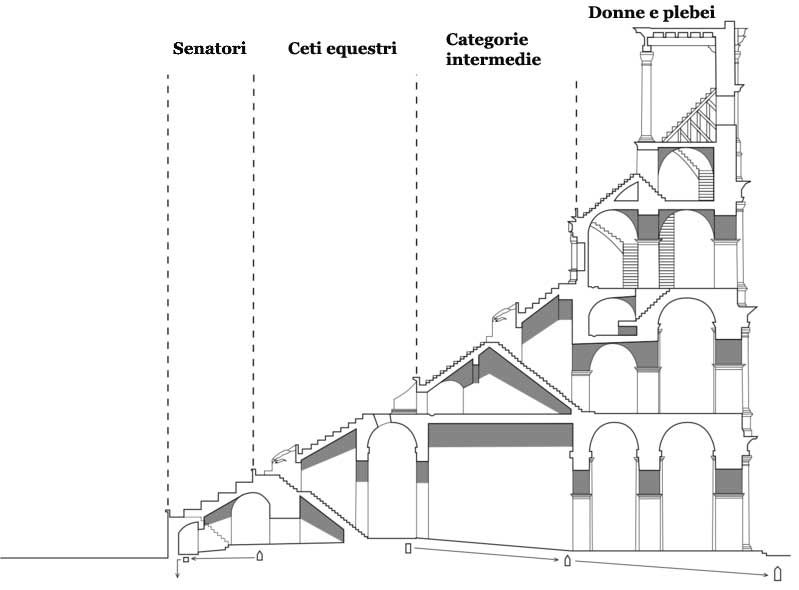
La divisió de la cavea del Coliseu en sectors i les diferents persones que els ocupaven

A l'antiga Roma, la cavea (cavitat com a sentit original en llatí), designa la part d'un teatre o d'un amfiteatre romà on es troben les grades damunt de les quals s'asseien els espectadors que assistien a les representacions o als espectacles.
Tot i que, inicialment, en els amfiteatres romans aquest va ser el mot que servia per anomenar els llocs on es col·locaven les gàbies de les feres, ben aviat va passar a denominar l'espai que ocupava el públic.
La cavea està formada pel conjunt de rengleres concèntriques de grades que tant poden ser tallades o sobreposades a la falda d'un turó, com suportades per arcades construïdes dins de la carcassa de l'edifici.
Segons quina fos la importància de l'edifici, les rengleres de grades podien estar dividides en sectors diferenciats. Entre les grades, sobretot es distingia:
- la ima cavea, denominada, també cavea prima, o primera fila; era el lloc destinat als senadors -en el cas del Coliseu, i a les persones més importants de la ciutat en els casos restants- i als equestres;
- la media cavea: el lloc que ocupaven les categories intermèdies; i la
- la summa cavea: destinada als plebeus, dins de la qual hi havia la cavea ultima o última fila.

Els accessos a les grades es feien per sota, utilitzant la xarxa de galeries cobertes anomenades vomitoris (vomitorium).
Ocasionalment, el terme també s'aplica a les grades del circ romà.